# مسافر (فیلم ۱۹۹۹)
«مسافر» (پرتغالی: O Viajante) یک فیلم است که در سال ۱۹۹۹ منتشر شد.